# UltraEdit
UltraEdit è un editor di testo per Microsoft Windows, Linux e macOS, creato da Ian D. Mead nel 1994 e prodotto dalla IDM Computer Solutions. È considerato uno dei migliori software nel suo settore e ha vinto numerosi premi di riviste specialistiche.
Possiede numerose funzioni di elaborazione testi, tra le quali funzioni specifiche per file di testo contenenti codice sorgente di tipo HTML, ASP, PHP, Perl, Java e JavaScript. Permette l'accesso a sistemi remoti tramite i protocolli SSH, Telnet, FTP e SFTP per l'invio dei file e consente la creazione e gestione di macro per automatizzare il lavoro.